# Mölleröds sjö
För andra betydelser, se Möllerödssjö.
Mölleröds sjö är en sjö i Östra Göinge kommun i Skåne och ingår i Helge ås huvudavrinningsområde.